# DBm

Un esquema que muestra la relación entre dBu (la fuente de tensión) y dBm (la potencia disipada en forma de calor por la resistencia de 600 Ω.)

El dBm (a veces también dBmW o decibelio-milivatio) es una unidad de medida de relación o razón de potencia expresada en decibelios (dB) relativa a un milivatio (mW). Se utiliza en redes de radio, microondas y fibra óptica como una medida conveniente de la potencia absoluta a causa de su capacidad para expresar tanto valores muy grandes como muy pequeños en forma corta. Es distinto del dBW, el cual hace referencia a un vatio (1000 mW).
Puesto que se hace referencia a los vatios, es una unidad absoluta, que se utiliza en la medición de potencia absoluta. Por comparación, el decibelio (dB) es una unidad adimensional, que se utiliza para la cuantificación de la relación entre dos valores, tales como la relación señal-ruido.
En audio y telefonía, los dBm típicamente están referenciados con una impedancia de 600 ohmios, mientras que en radio frecuencia, los dBm típicamente están referenciados con una impedancia de 50 ohmios.
La ventaja de utilizar unidades logarítmicas radica en que los cálculos de potencias cuando hay ganancias o atenuaciones se reducen a sumas y restas. Por ejemplo, si aplicamos una señal de 15 dBm a un amplificador con una ganancia de 10 dB, a la salida tendremos una señal de 25 dBm.

## Conversión a Watt
La fórmula general para convertir entre dBm y W es la siguiente:
{\textstyle P_{\text{dBm}}={10\log {\frac {P_{\text{W}}}{1mW}}}}
{\displaystyle P_{\text{mW}}={10^{\frac {P_{\text{dBm}}}{10}}}{\text{mW}}}

## Valores típicos
| Potencia (dBm) | Potencia (W)      | Notas |
| -------------- | ----------------- | --- |
| 70 dBm         | 10 kW             | Potencia de transmisión típica de una estación de radio FM con un alcance de 50 kilómetros.                                                           |
| 60 dBm         | 1 kW = 1000 W     | Radiación típica de RF de un horno de microondas. Máxima potencia de salida de RF permitida con autorización en emisoras de radio-aficionados.        |
| 50 dBm         | 100 W             | Potencia de salida de RF habitual en las emisoras de radio-aficionados.                                                                               |
| 40 dBm         | 10 W              | Potencia de transmisión típica de un Power Line Communications (PLC).                                                                                 |
| 36 dBm         | 4 W               | Salida de potencia típica para una estación de banda ciudadana (27 MHz) en muchos países.                                                             |
| 33 dBm         | 2 W               | Máxima salida de potencia para un teléfono móvil UMTS/3G (teléfono de potencia clase 1). Máxima salida de potencia para un teléfono móvil GSM850/900. |
| 30 dBm         | 1 W = 1000 mW     | Fuga de RF típica de un horno de microondas. Máxima salida de potencia para un teléfono celular GSM1800/1900.                                         |
| 27 dBm         | 500 mW            | Potencia típica de transmisión de un teléfono móvil. Máxima salida de potencia para un teléfono móvil UMTS/3G (teléfono de potencia clase 2).         |
| 26 dBm         | 400 mW            | |
| 25 dBm         | 316 mW            | |
| 24 dBm         | 250 mW            | Máxima salida de potencia para un teléfono móvil UMTS/3G (teléfono de potencia clase 3).                                                              |
| 23 dBm         | 200 mW            | |
| 22 dBm         | 160 mW            | |
| 21 dBm         | 125 mW            | Máxima salida de potencia para un teléfono móvil UMTS/3G (teléfono de potencia clase 4).                                                              |
| 20 dBm         | 100 mW            | Estándar Bluetooth clase 1, cobertura de 100 m (máxima potencia de salida para un transmisor FM). Potencia típica de un router inalámbrico WiFi.      |
| 15 dBm         | 32 mW             | Potencia típica de transmisión de WiFi en portátiles.                                                                                                 |
| 10 dBm         | 10 mW             | |
| 6 dBm          | 4,0 mW            | |
| 5 dBm          | 3,2 mW            | |
| 4 dBm          | 2,5 mW            | Estándar Bluetooth clase 2, cobertura de 10 m. |
| 3 dBm          | 2,0 mW            | El valor exacto es 1.9952623 mW. |
| 2 dBm          | 1,6 mW            | |
| 1 dBm          | 1,3 mW            | |
| 0 dBm          | 1,0 mW = 1000 µW  | Estándar Bluetooth clase 3, cobertura de 1 m. |
| -1 dBm         | 794 µW            | |
| -3 dBm         | 501 µW            | |
| -5 dBm         | 316 µW            | |
| -10 dBm        | 100 µW            | Típicamente la máxima potencia que puede ser recibida en una red inalámbrica (−10 a −30 dBm).                                                         |
| -20 dBm        | 10 µW             | |
| -30 dBm        | 1,0 µW = 1000 nW  | |
| -40 dBm        | 100 nW            | |
| -50 dBm        | 10 nW             | |
| -60 dBm        | 1,0 nW = 1000 pW  | |
| -70 dBm        | 100 pW            | Rango típico (-60 a -80 dBm) de potencia recibida en una red inalámbrica (802.11x).                                                                   |
| -80 dBm        | 10 pW             | |
| -111 dBm       | 0,008 pW = 8 fW   | Ruido térmico para la banda comercial GPS señal de ancho de banda de canal único (2 MHz).                                                             |
| -127.5 dBm     | 0,178 fW = 178 aW | Potencia típica recibida de un satélite GPS. |
| -174 dBm       | 0,004 aW          | Ruido térmico para un ancho de banda de 1 Hz a temperatura ambiente.                                                                                  |
| -194 dBm       | 0,00004 aW        | Ruido térmico para un ancho de banda de 1 Hz en el espacio exterior (4 kelvin).                                                                       |
| -∞ dBm         | 0 W               | La potencia cero no se expresa correctamente en dBm (su valor es menos infinito).                                                                     |